# Tristerix secundus
Tristerix secundus là một loài thực vật có hoa trong họ Loranthaceae. Loài này được (Benth.) Kuijt miêu tả khoa học đầu tiên năm 1988.